# Депо (платформа, Савёловское направление)
Депо́ — остановочный пункт Савёловского направления Московской железной дороги в городе Лобня Московской области. Находится в 28 км от Савёловского вокзала. Время движения от вокзала — 45—46 минут.
Пассажирское сообщение осуществляется электропоездами. Самые дальние пункты беспересадочного сообщения (декабрь 2018 года):
- В северном направлении: Савёлово, Дубна
- В южном направлении: Бородино, Звенигород

Состоит из двух боковых платформ, соединённых между собой настилом. Находится неподалёку от лобненского моторвагонного депо, обслуживающего пригородными электропоездами как Савёловское, так и Белорусское направления Московской железной дороги. Депо «Лобня» возникло вскоре после электрификации участка Москва — Дмитров, состоявшейся в 1954 году.

## Реконструкция 2012 года
В 2011—2012 осуществлена капитальная реконструкция платформы Депо чётного направления (из Москвы). Старая платформа полностью разобрана, на её месте сооружена новая платформа модульного типа, построенная с помощью новейших технологий, с использованием легкоразборных несущих конструкций и настила из стеклокомпозита. Платформа собрана из лёгких модулей, каждый из которых представляет собой клеть из продольных и поперечных балок, накрытых сплошным настилом из пластикового композита — сверхпрочного, экологически чистого материала на основе стекловолокна и полиэфирных смол. Это позволяет в случае необходимости регулировать платформу в горизонтальном и вертикальном направлениях. Из инновационного стеклокомпозитного материала выполнены также перила, ограждения, навес, информационные щиты, скамейки, сходы и пандусы для инвалидов, пешеходные дорожки через железнодорожные пути и к кассовому домику. Стоимость реконструкции составила около 60 млн рублей.